# Peter Galison

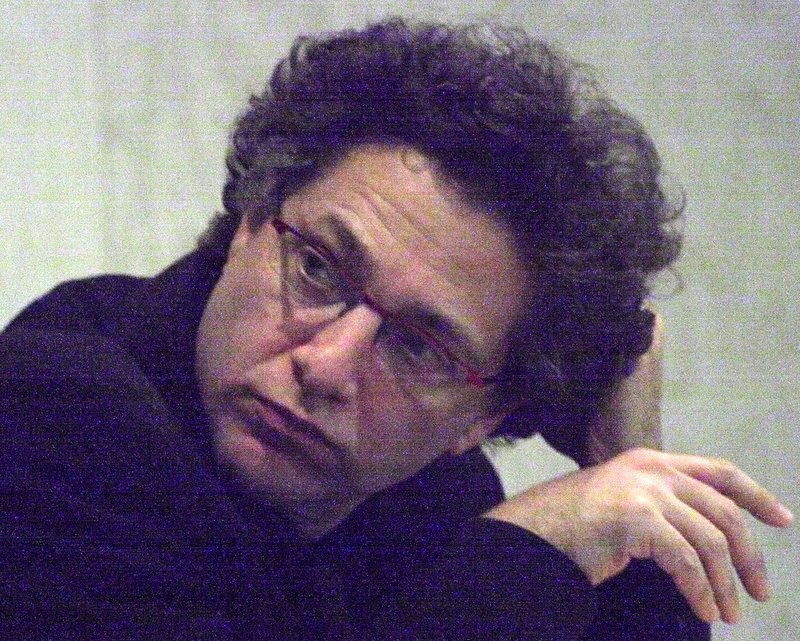
Peter Galison 2007 auf dem Jahrestreffen der History of Science Society

Peter Louis Galison (* 17. Mai 1955 in New York City) ist Professor für Wissenschaftsgeschichte und Physik an der Harvard University.

## Biografie
Peter Galison promovierte 1983 an der Harvard University sowohl in Physik als auch in Wissenschaftsgeschichte. Von 1982 bis 1992 war er Professor für Geschichte, Philosophie und Physik an der Stanford University, bevor er nach Harvard zurückkehrte. Galison wird zusammen mit Ian Hacking, John Dupré und Nancy Cartwright der Stanford School der Wissenschaftstheorie zugerechnet und forscht über die Zusammenhänge der Naturwissenschaften mit anderen Disziplinen, insbesondere mit der Kunst (zusammen mit seiner Ehefrau Caroline A. Jones) und mit der Architektur.
1992 wurde Galison in die American Academy of Arts and Sciences gewählt. Er war 1996 MacArthur Fellow und ist Mitherausgeber von Critical Inquiry. 1998 wurde Galison mit dem Pfizer Award der History of Science Society und 1999 mit dem Max-Planck-Forschungspreis für Geisteswissenschaften ausgezeichnet. 1999 wurde er Fellow der American Physical Society, die ihm für 2018 ihren Abraham-Pais-Preis zusprach. 2002 gehörte er zu den Kuratoren der Ausstellung Iconoclash. Jenseits der Bilderkriege in Wissenschaft, Religion und Kunst im Zentrum für Kunst und Medientechnologie (ZKM) in Karlsruhe. Seit 2005 ist er Mitglied der American Philosophical Society. Im November 2015 sprach er in der SRF-Sendung Sternstunde Philosophie mit Stephan Klapproth über Albert Einstein.

## Werke
In Image and Logic: A Material Culture of Microphysics (1997) beschäftigt sich Galison mit der Grundsatzdiskussion in den physikalischen Wissenschaften, ob singuläre und visuell beschreibbare wissenschaftliche Phänomene oder ob statistisch signifikante, häufig wiederholbare Ergebnisse als entscheidende wissenschaftliche Beweise anzusehen sind. Er verdeutlicht das Problem an den Konflikten zwischen Hochenergiephysikern, die neue Teilchen untersuchen. Dabei werden auf der einen Seite statistisch signifikante und häufig replizierte Analysen neuer Partikel beim Durchgang durch elektrische Felder als Beweise benutzt, auf der anderen Seite einzelne Aufnahmen eines Teilchens, das in einem einzigen Augenblick ein Verhalten zeigt, das nicht durch die Charakteristiken bisher bekannter Teilchen erklärt werden kann. Galison entwickelt in Image and Logic die Metapher der „trading zone“, um zu erklären, wie Physiker vorgingen, um trotz verschiedener Paradigmen untereinander und mit Ingenieuren bei der Entwicklung von Teilchendetektoren und Radar zu einer Zusammenarbeit zu kommen.
In dem gemeinsam mit Lorraine Daston verfassten Objectivity (2007) entwickelten die beiden Autoren das Konzept einer wissenschaftlichen Methodologie der „mechanischen Objektivität“, nach der es seit dem Ende des 19. Jahrhunderts die Pflicht eines Wissenschaftlers ist, seine Darstellungen so weit wie möglich von eigener Subjektivität frei zu halten.
Galison war an der Entstehung von mehreren Dokumentarfilmen beteiligt. Der erste, The Ultimate Weapon: The H-Bomb Dilemma, beschäftigte sich mit den politischen und wissenschaftlichen Entscheidungen im Vorfeld der Entwicklung der ersten Wasserstoffbombe in den USA und wurde 2000 im History Channel ausgestrahlt. Der zweite, Secrecy, den Galison zusammen mit dem Dokumentarfilmer Robb Moss, beschäftigt sich mit den gesellschaftlichen Kosten und Nutzen von Geheimpolitik und wurde 2008 auf dem Sundance Film Festival uraufgeführt. Ebenfalls zusammen mit Moss drehte er Containment. Der 2015 uraufgeführte Film beschäftigt sich mit der jahrtausendelangen Lagerung radioaktiver Abfälle.

## Veröffentlichungen
- How experiments end. University of Chicago Press, Chicago 1987, ISBN 0-226-27914-6
- Peter Galison/Bruce Hevly (Hrsg.): Big Science. The Growth of Large-Scale Research. Stanford University Press, Stanford, CA 1992, ISBN 0-8047-2335-4
- Peter Galison/David J. Stump (Hrsg.): The Disunity of Science. Boundaries, Contexts, and Power. Stanford University Press, Stanford, CA 1996, ISBN 0-8047-2562-4
- Image and logic. A material culture of microphysics. University of Chicago Press, Chicago 1997, ISBN 0-226-27917-0
- zusammen mit Caroline A. Jones: Picturing science, producing art. Routledge, New York 1998, ISBN 0-415-91912-6
- Einstein’s clocks, Poincarés maps. Empires of time. W.W. Norton, New York 2003, ISBN 0-393-02001-0 (deutsche Übersetzung: Einsteins Uhren, Poincarés Karten. Die Arbeit an der Ordnung der Zeit. S. Fischer, Frankfurt 2006, ISBN 978-3-596-17237-5)
- zusammen mit Lorraine Daston: Objectivity. Zone Books, Boston 2007 (deutsche Übersetzung: Objektivität. Suhrkamp, Frankfurt am Main 2007, ISBN 978-3-518-58486-6, Neuausgabe Berlin 2024, ISBN 978-3-518-30058-9).)
- Peter Galison, Gerald Holton und Silvan S. Schweber: Einstein for the 21st Century. His Legacy in Science, Art, and Modern Culture. Princeton University Press, Princeton, NJ 2008, ISBN 978-0-691-13520-5
- Peter Galison, Alex Roland: Atmospheric Flight in the Twentieth Century, Springer 2000

## Filme
- Drehbuch/Produktion: The Ultimate Weapon: The H-Bomb Dilemma (2000). Erstsendung: The History Channel, 2000 (44 Minuten)
- Produktion/Regie (zusammen mit Robb Moss): Secrecy (2008). Premiere: The Sundance Film Festival 2008 (85 Minuten)
- Produktion/Regie (zusammen mit Robb Moss): Containment (2015). Premiere: Full Frame Documentary Film Festival 2015 (80 Minuten)